# Бемангара
Бемангара (фр. Bémangara) или Бемангра — деревня и супрефектура в Чаде, расположенная на территории региона Западный Логон. Входит в состав департамента Гвени.

## Географическое положение
Деревня находится в юго-западной части Чада, в верховьях реки Лоре (бассейн реки Логон), на высоте 508 метров над уровнем моря.
Населённый пункт расположен на расстоянии приблизительно 352 километров к юго-юго-востоку (SSE) от столицы страны Нджамены.

## Население
По данным официальной переписи 2009 года численность населения Бемангары составляла 6110 человек (2892 мужчины и 3218 женщин). Население супрефектуры по возрастному диапазону распределилось следующим образом: 51 % — жители младше 15 лет, 46 % — между 15 и 59 годами и 3 % — в возрасте 60 лет и старше.

## Транспорт
Ближайший аэропорт расположен в городе Кело.